# Tor (nätverk)
Tor är en implementering av onion routing i fri mjukvara – ett slags anonymitetstjänst som ger sina användare möjlighet att kommunicera anonymt över internet. Projektet sponsrades till en början av US Naval Research Laboratory, men blev ett Electronic Frontier Foundation-projekt under 2004. EFF stöttade Tor finansiellt till november 2005, och står än idag för webbhotell för projektet. Den svenska biståndsmyndigheten Sida sponsrade Tor 2010−2013 med motiveringen att hjälpa frihetskämpar i diktaturer vara anonyma på nätet.
Tor innehåller flera lager av kryptering och anonymisering vilket gör att den som använder krypteringsnätverket kan surfa med väldigt liten risk att avslöja sin identitet. Den amerikanska flottan började utveckla metoden i mitten av 1990-talet i syfte att skydda myndigheters kommunikation. Krypteringen innebär att användare av Tor kan surfa med en annan identitet och med hjälp av Tors tusentals uppkopplade datorer blir det omöjligt att avgöra varifrån trafiken kom inledningsvis. Även skickade meddelande skyddas. Tor används ofta för anonym åtkomst av Darknet.
Namnet Tor är en förkortning av The Onion Router, där lökens (eng: onion) många lager symboliserar lagren av kryptering som Tor använder.

## Tor Browser
Tor Browser är en webbläsare som utvecklas av Tor Project. Webbläsaren skickar all trafik över Tor-nätverket. Tor Browser finns för Windows, macOS (OS X), Linux och Android.

## Svagheter
I likhet med andra anonymitetsnätverk är Tor sårbart för attacker genom Javascripts-, Java- och ActiveX-sårbarheter samt andra typer av attacker där exempelvis bilagor i PDF eller DOC-format används för att avslöja användaren. Informationen som skickas i Tor-nätverket är krypterad, men bara fram till den sista noden inom Tor-nätverket. När sedan trafiken skickas vidare till resten av Internet kan Tor inte erbjuda någon mer kryptering än den användaren själv använder i det givna fallet, till exempel SSL. Om sådan kryptering inte används, kan ägaren av noden som används avlyssna informationen och se användarens data.

## Säkerhet
Tor webbläsare erbjuder tre olika säkerhetsnivåer beroende på vad som bäst passar användarens behov. 
1. Standard: Denna nivå har lägst säkerhet men ger användaren den bästa praktiska upplevelsen och har alla webbläsarens funktioner aktiverade.
2. Safer: Denna nivå blockerar användningen av JavaScript på alla sidor som inte använder sig av HTTPS. Vissa mekanismer som visar matematiska ekvationer är blockerade som standard. En del ljud och videofunktioner blockeras från att spelas upp automatiskt (HTML5 media och WebGL). På webbsidor där JavaScript är tillåtet så blockeras optimeringen av all prestanda, vilket kan resultera i en fördröjning av vissa skript.
3. Safest: JavaScript är blockerad som standard på alla webbsidor. Vissa ikoner, symboler, tecken och bilder är blockerade. HTML5 media och WebGL är blockerade från att spelas upp automatiskt.

## Säkerhetsbaserade operativsystem
Flera operativsystem med inriktning mot säkerhet och anonymitet använder sig av Tor. Dessa inkluderar Liberté Linux, Qubes OS, Subgraph, Tails och Whonix.